# Corinna Kunze
Corinna Kunze (geboren am 7. Oktober 1963 in Dortmund; gestorben am 11. Juni 2022) war eine deutsche Handballspielerin.

## Vereinskarriere
Die 1,82 Meter große Corinna Kunze spielte beim TuS Eintracht Minden, TSV Bayer 04 Leverkusen, HSV Solingen-Gräfrath und beim HVE Villigst-Ergste. In den Spielzeiten 1988/89 und 1989/90 wurde sie als Spielerin des TuS Eintracht Minden Torschützenkönigin.

## Nationalmannschaft
Sie bestritt einige Länderspiele für die deutsche Nationalmannschaft. Mit dem Team des Deutschen Handballbundes nahm sie an den Olympischen Sommerspielen 1984 in Los Angeles teil, wo die Mannschaft den 4. Platz belegte.